# Wageningen (Nederland)

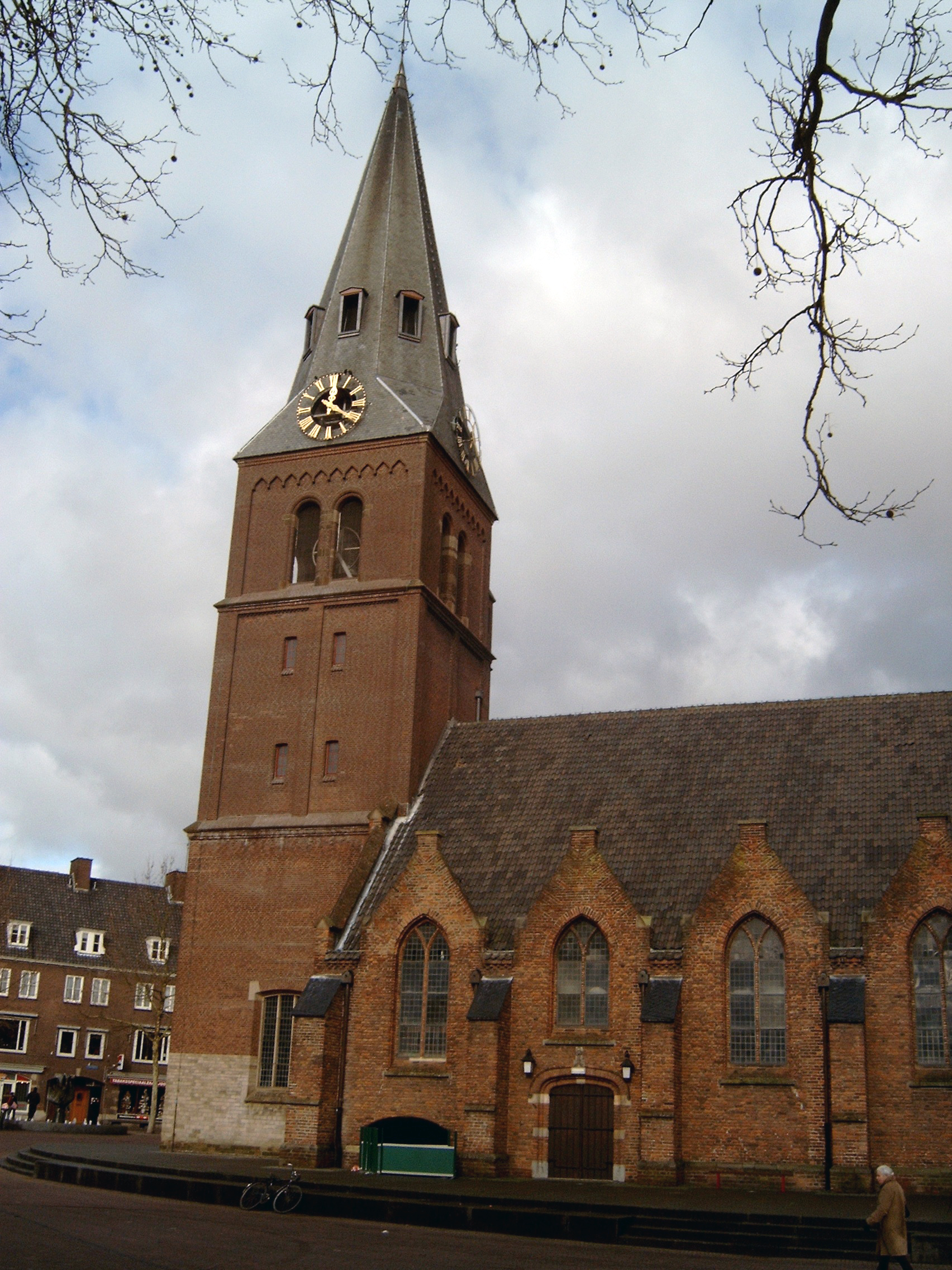
Wageningen, kerk

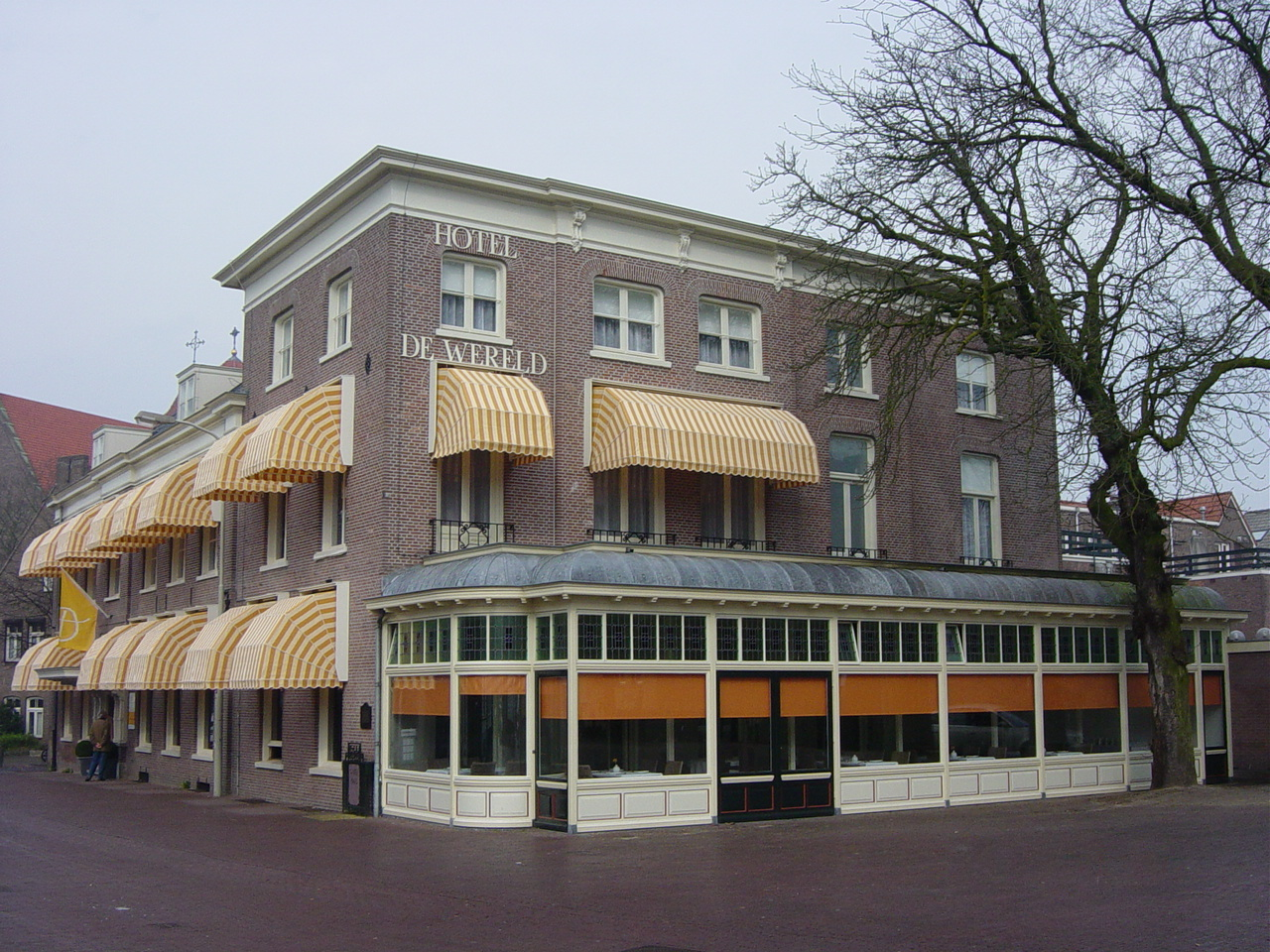
Hotel De Wereld

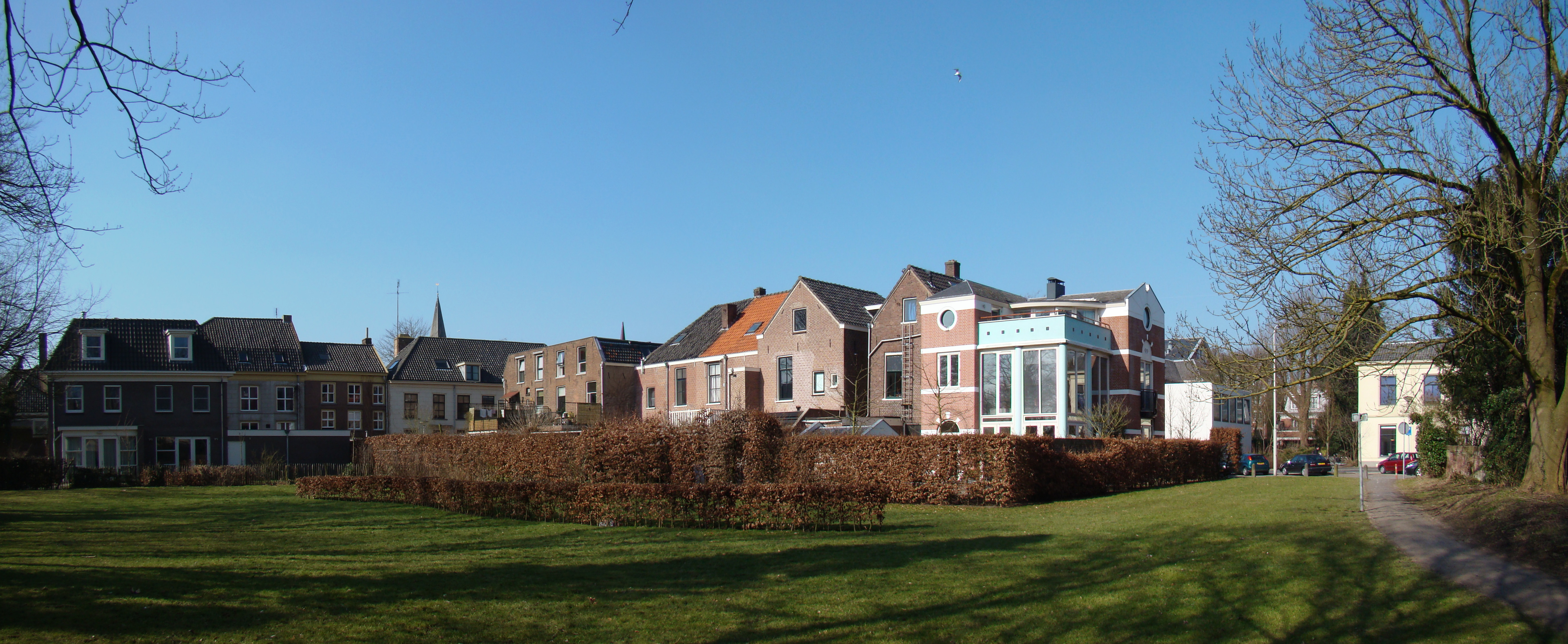
Westelijk deel van het Bowlespark

Wageningen (uitspraakⓘ) is een stad en gemeente in de Nederlandse provincie Gelderland, regio Gelderse Vallei. De gemeente telt 42.579 inwoners (22 november 2024, bron: CBS), van wie vele duizenden student zijn. De Wageningse universiteit en aanverwante instellingen tellen zo'n 7.400 werknemers, van wie overigens minder dan 40% woonachtig is in Wageningen. De gemeente heeft drie woonkernen: Wageningen, Wageningen-Hoog en Nude. In Hotel De Wereld in Wageningen werd op 5 mei 1945 de capitulatie getekend.

## Geschiedenis

### Romeinse tijd
Onderaan de Wageningse Berg zijn dakpannen gevonden met het stempel van een Romeins legioen. Er zijn echter geen aanwijzingen dat er een Romeins steunpunt aan deze noordzijde van de Rijn was. Met het Romeinse Vada werd vermoedelijk een nederzetting nabij het Noord-Brabantse dorp Kessel aan de Maas bedoeld, en niet Wageningen, zoals lang is gedacht.

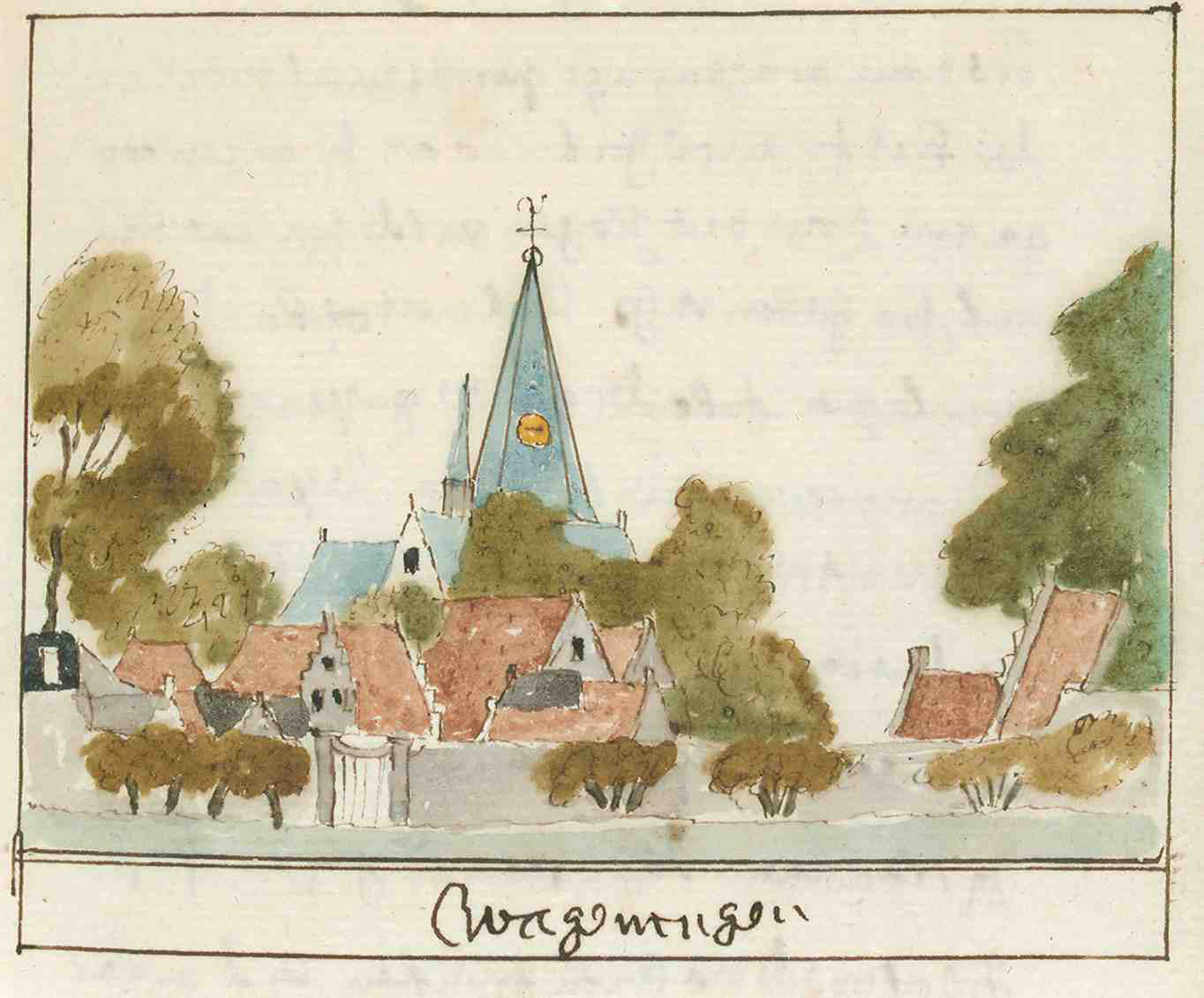
Wageningen, Atlas Schoemaker: Friesland, 1710-1735

### Middeleeuwen
De oudst bekende nederzetting in Wageningen als voorganger van de stad lag wellicht onderaan de Holleweg. Aan het begin van de volle Middeleeuwen verhuisde de nederzetting hogerop; op de Wageningse Berg zijn nabij de Holleweg de resten van een tufstenen kapel en houten boerderijen gevonden. In de twaalfde eeuw ontstond onderaan de berg een nieuwe nederzetting. Na aanleg van een kade als verbinding tussen de flank van de Wageningse Berg en de hoger gelegen haar ten westen van de huidige stad, de huidige Hoogstraat, werd ten zuiden daarvan het oudste deel van de stad aangelegd, rondom Heerenstraat (voorheen Achterstraat) en kerk. Later werd ook gebouwd aan de noordwestzijde van de Hoogstraat, in een regelmatig patroon van zijstraten: Beuningstraat, Junusstraat, Rouwenhofstraat en Riemsdijkstraat. Op 12 juni 1263 kreeg Wageningen van graaf Otto II van Gelre stadsrechten.

### Voormalige buurtschappen
Tussen omstreeks 350 en omstreeks 900 was het grafveld op de hoek van de Geertjesweg en de Diedenweg in gebruik. Vermoedelijk waren de begravenen afkomstig uit de verschillende buurschappen van Wageningen, die op de grens lagen van de flank van de stuwwal en het Binnenveld. Herkenbaar zijn nog de buurschappen De Peppeld (omgeving Wildekamp) en Leeuwen (omgeving restaurant Het Gesprek, vroeger De Keijzer); in beide buurschappen is ook de kenmerkende drinkpoel of kolk nog aanwezig. Het gehucht Dolder lag rondom de kruising Van Uvenweg / Churchillweg / Dolderstraat. Dolder of Thulere werd al in 838 genoemd, evenals Brakel (Bracola), op de hoek van Julianastraat en Van Uvenweg.
De verschillende buurschappen waren volgens eenzelfde principe opgebouwd: boerderijen rondom een gezamenlijke agrarische gebruiksruimte (brink), aan de oostzijde het akkerland (op de Wageningse eng, die toen veel groter was) en ten westen van de gehuchten de weilanden in het Binnenveld, heel regelmatig gepercelleerd. Dit Binnenveld werd vanaf de dertiende eeuw in cultuur gebracht.
Belangrijke boerderijen waren de Stenen Kamer in Dolder (gebouwd 1597, afgebroken 1954) en de Tarthorst aan de Tarthorsterweg, nu Haverlanden (afgebroken 1969). De brinken waren door middel van schaapsdriften verbonden met de weilanden in het Binnenveld. Relatief intact gebleven is de schaapsdrift van de Droevendaalsesteeg. Daarlangs zijn nog oude elzen te vinden.

### Stadswal
Na ontmanteling van de vestingwerken in de negentiende eeuw werd een deel van de voormalige wallen bebouwd met onder meer de bebouwing ten oosten van de Schoolstraat en Molenstraat en de bebouwing aan het Emmapark. Op de voormalige westwal werden aan het begin van de twintigste eeuw de synagoge en de doopsgezinde vermaning (kerk) gebouwd. Beide werden verwoest in 1940 en niet meer op dezelfde plek herbouwd. Na de Tweede Wereldoorlog werd de wal hier afgegraven ten behoeve van de aanleg van de Walstraat en werden er studentenflats op een resterend deel van de wal gebouwd. Deze staan er tegenwoordig nog altijd. 
Andere delen van de vroegere vesting kregen een parkachtige structuur, zoals het vroegere Noorderplantsoen. Bij de aanleg van een verkeersweg (Plantsoen) werd een deel van deze structuur opgeofferd. De straat die de oostelijke Bergpoort en de westelijke Nudepoort met elkaar verbond, de Hoogstraat, is al sinds vele decennia de straat waar middenstanders zich vestigden. Vanaf 1975 is deze straat ingericht als voetgangersgebied. Ook in vele zijstraten van de Hoogstraat, zoals Kapelstraat, Nieuwstraat en Junusstraat, bevinden zich belangrijke concentraties van middenstand. De horeca is voornamelijk geconcentreerd op de Markt, aan de Heerenstraat en in de Molenstraat.
Voor de graven en hertogen van Gelre was Wageningen behalve handelshaven vooral ook belangrijk als vesting tegen de bisschoppen van Utrecht en later de hertogen van Bourgondië. De oude gracht (smaller dan voorheen) en delen van de (gerenoveerde) stadsmuur bestaan nog steeds. De laatste hertog, Karel van Egmond, liet daarom in 1526-1527 binnen de vesting het kasteel van Wageningen bouwen. De fundamenten van drie torens en een deel van de buitenmuur zijn nog te bezichtigen. Op het voormalige kasteelterrein werd aan het einde van de negentiende eeuw het met herenhuizen bebouwde woonbuurtje Bowlespark aangelegd, dat goeddeels nog bestaat en beschermd is als gemeentelijk monument.

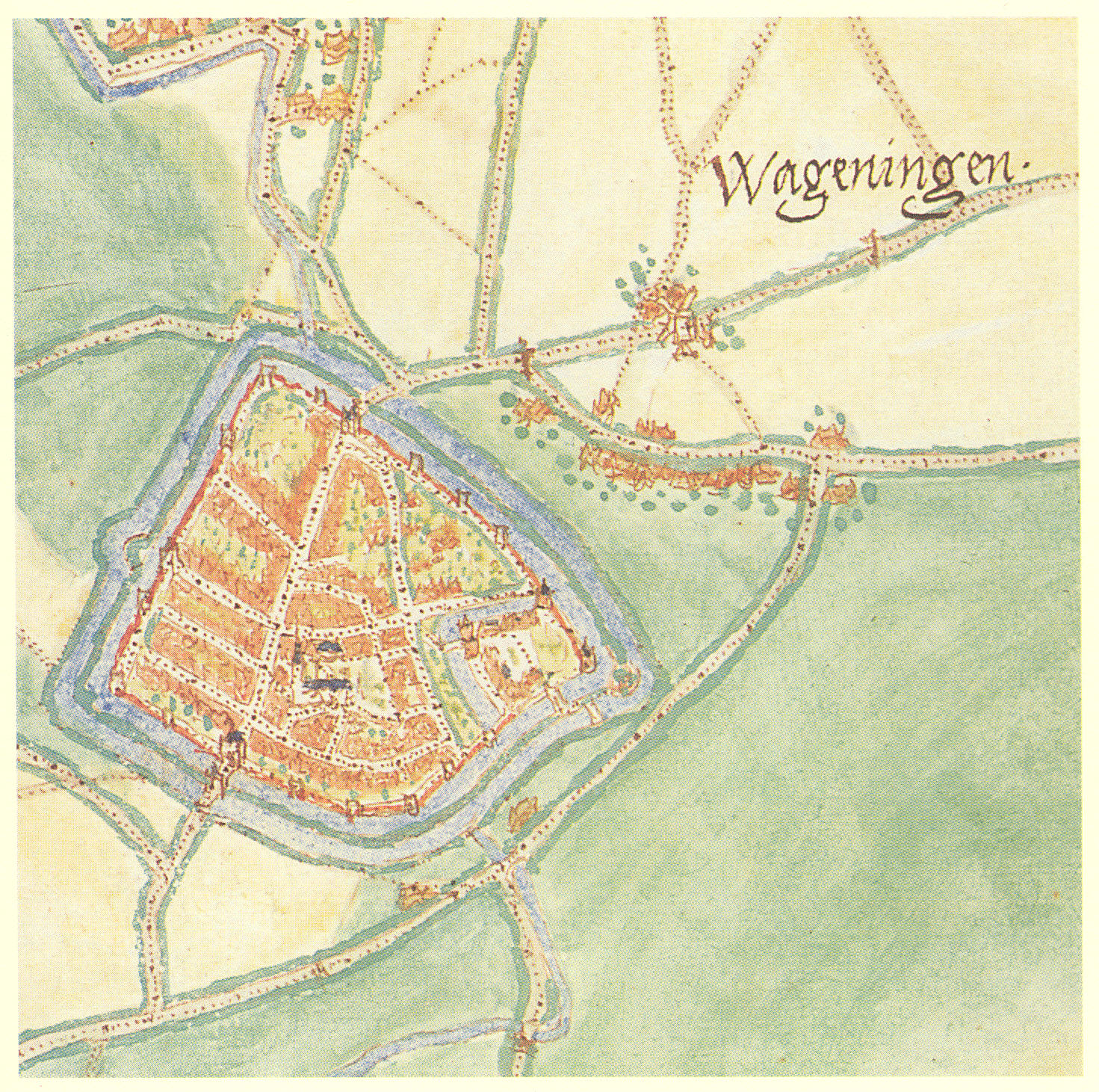
Wageningen in 1575
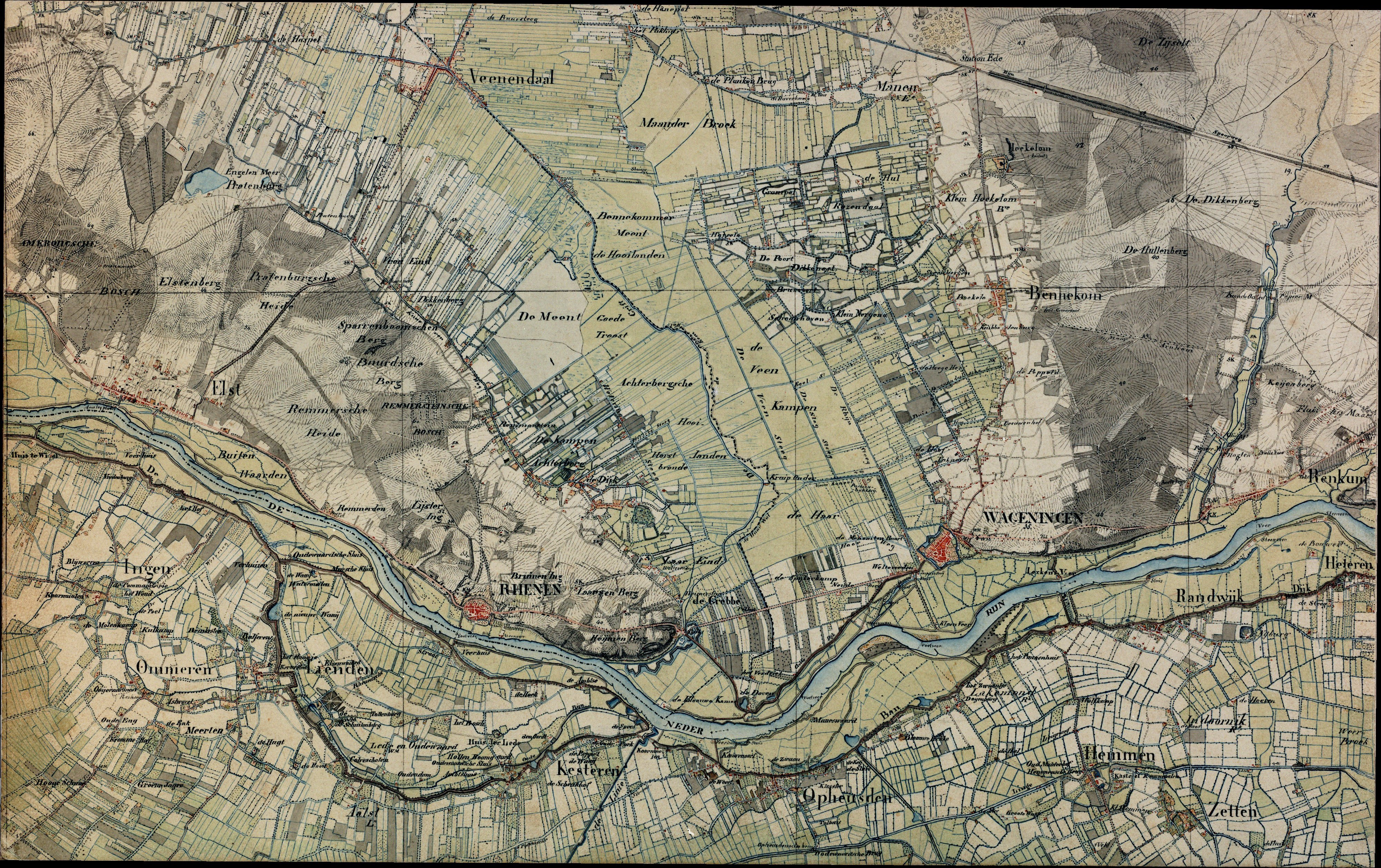
regio Wageningen 1830-1850
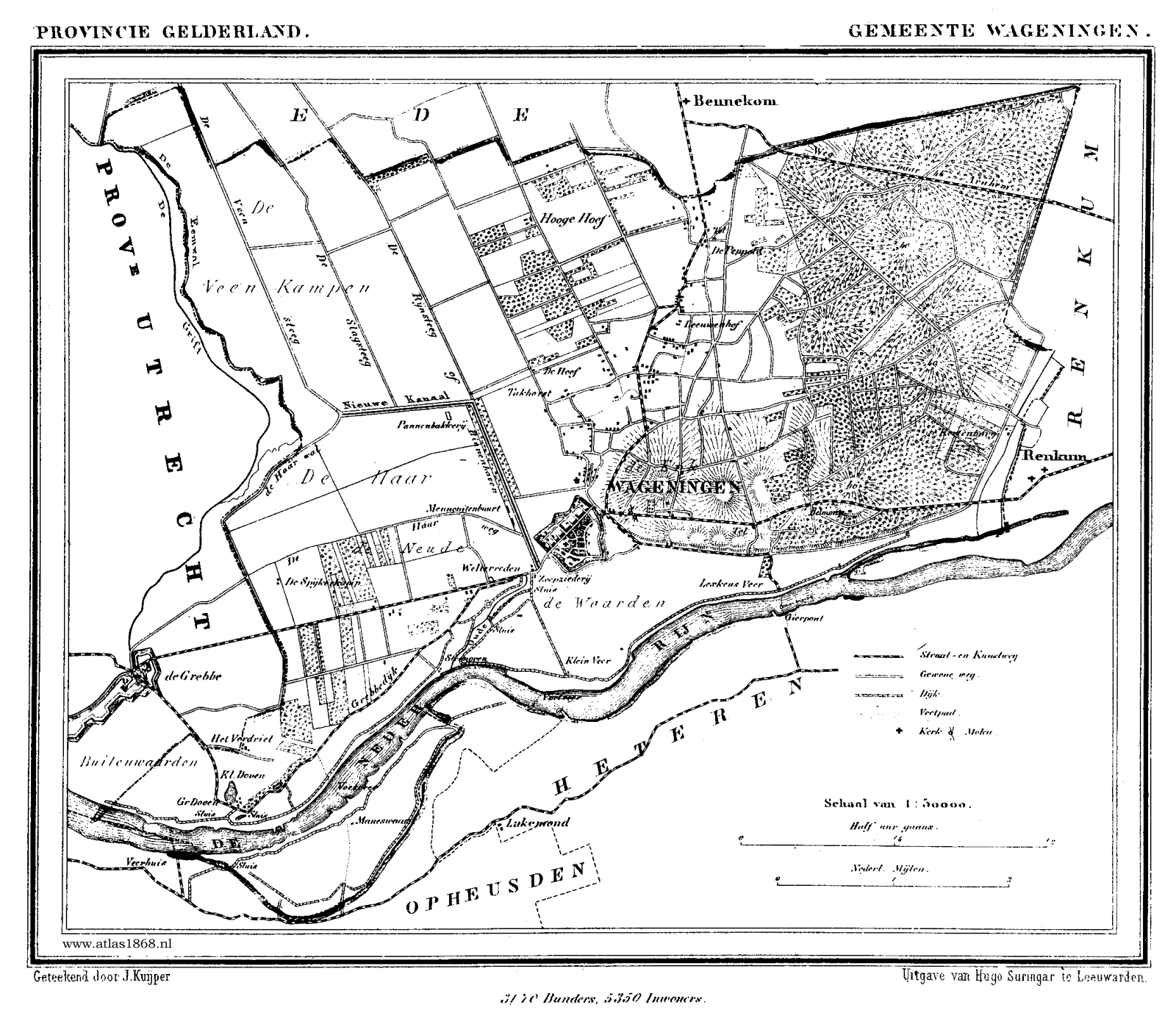
gemeente Wageningen 1866
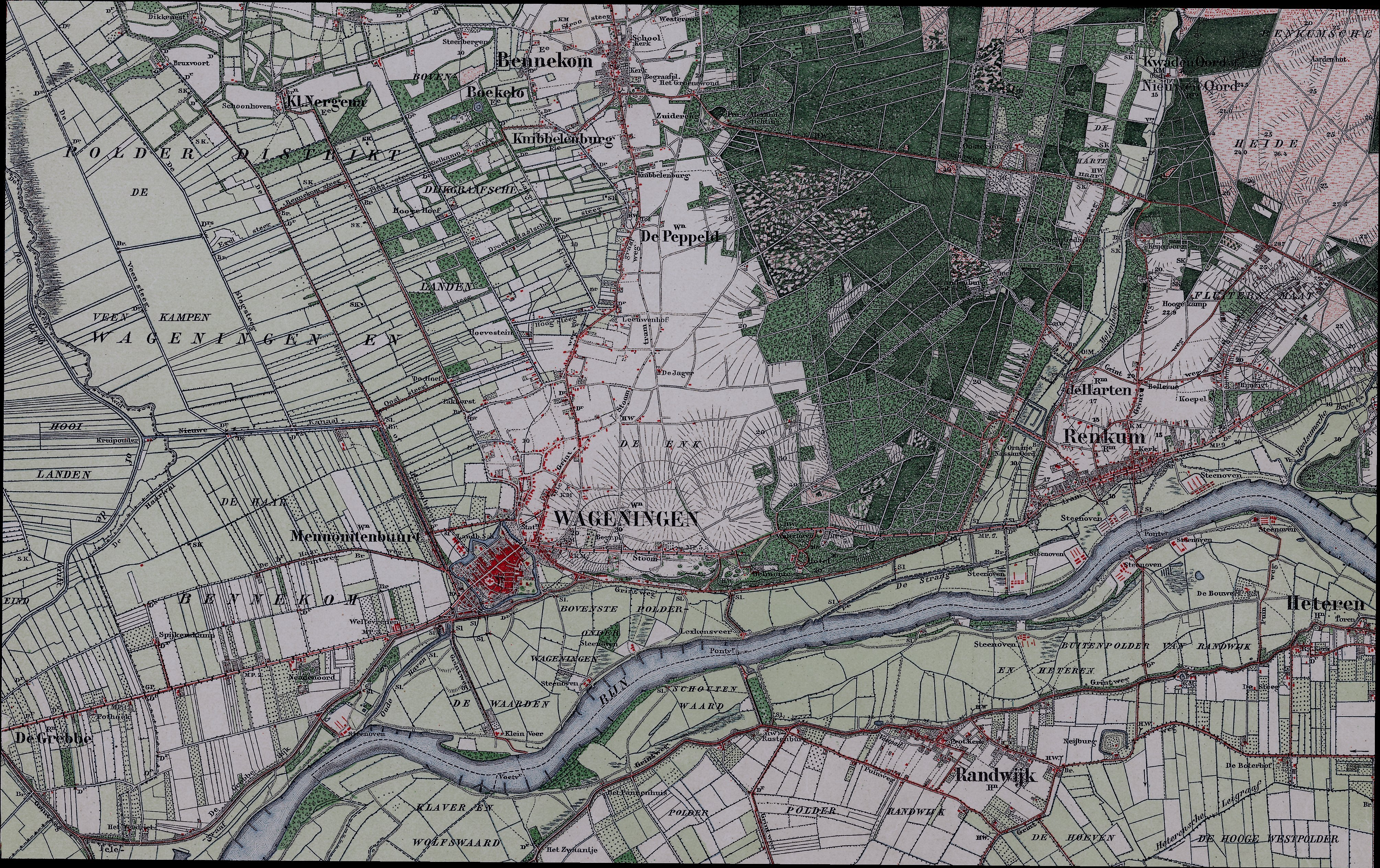
regio Wageningen 1906
- Bioscoopjournaal uit 1951. Brandende villa in Wageningen.

### Torck
Het kasteel van Wageningen werd in 1702 door de Staten van Gelderland verkocht aan Anna Maria Ripperda (1666-1739), weduwe van drost Assueer Torck (1656-1698) en moeder van de burgemeester van Wageningen en laatste drost Lubbert Adolph Torck (1687-1758). De familie Torck verbouwde het kasteel tot een klein stadspaleis met een barokke tuinaanleg. Lubbert Adolph Torck was getrouwd met de rijke weduwe Pieternella van Hoorn, dochter van gouverneur-generaal van Oost-Indië Joan van Hoorn. Later erfde hij van zijn tante kasteel Rosendael in Rozendaal bij Arnhem. Torck was politiek actief in Den Haag en liet als burgemeester van Wageningen verschillende publieke werken uitvoeren. Hij investeerde in de stad met het bouwen van herenhuizen. Dat zou later nog van belang worden omdat Wageningen één zo'n complex - de zogenaamde 'Bassecour' - ter beschikking kon stellen om in 1876 de rijkslandbouwschool naar de stad te halen.

### 19e eeuw

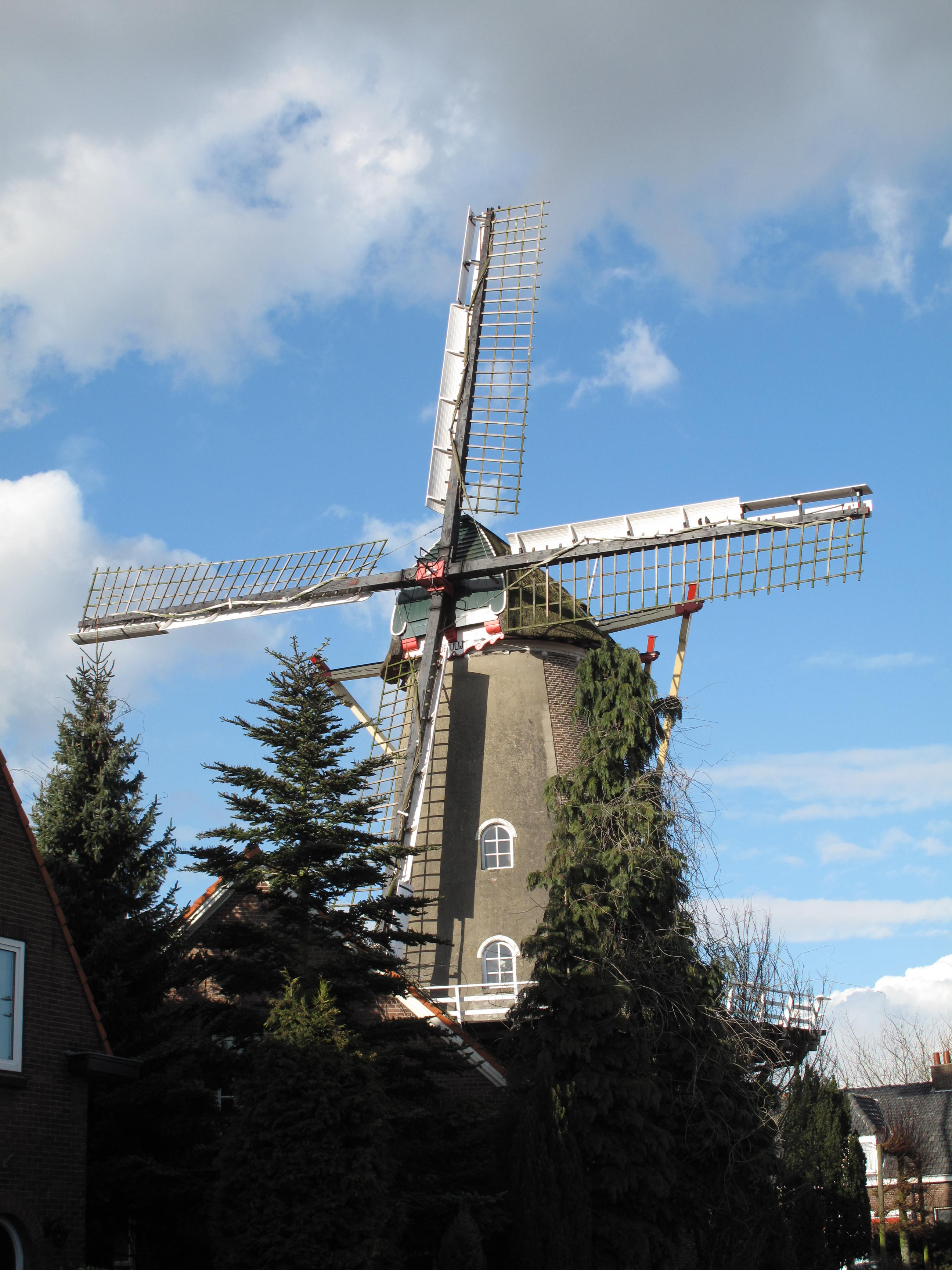
Wageningen, molen De Vlijt

Wageningen heeft in het verleden meerdere molens gekend. Al in de middeleeuwen stond een tweetal molens aan de vroegere Molenweg, thans de Generaal Foulkesweg. De laatste van deze molens werd omstreeks 1996 gesloopt, genaamd de Eendracht. De molen De Vlijt, gebouwd aan het einde van de negentiende eeuw, staat aan de Harnjesweg, vroeger omgeven door bouwlanden. Deze molen is als een van de weinige nog beroepsmatig in bedrijf, er is met name een grote hoeveelheid aan biologisch gemalen graanproducten te verkrijgen.

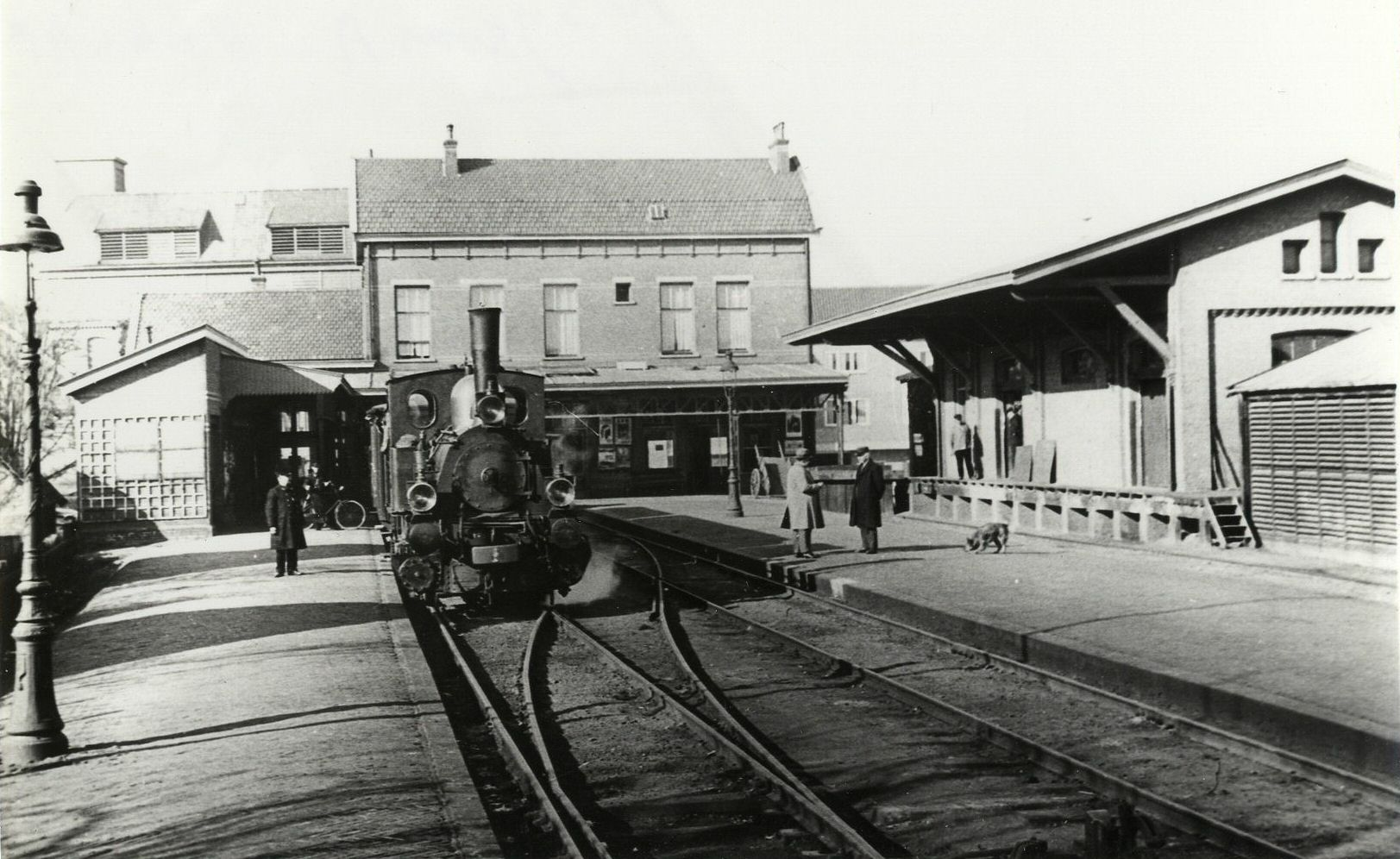
Gezicht op het tramstation te Wageningen, met een stoomlocomotief uit de serie NS 6900; circa 1940.

In 1882 kreeg Wageningen zijn eerste stoomtramverbinding, de tramlijn Ede - Wageningen. Enkele jaren later kwam ook de tramlijn Arnhem - Zeist tot stand. In 1885 was Wageningen vanuit Arnhem bereikbaar, in 1887 vanaf Zeist. Deze tramlijn door Wageningen werd opgeheven in 1937. De tramlijn naar Ede werd in datzelfde jaar gesloten voor reizigersvervoer. Het station te Ede kreeg toen de naam Station Ede-Wageningen. Het goederenvervoer naar Ede bleef nog tot 1968 bestaan, waarna de tramlijn werd opgebroken. Het vroegere tramstation van Wageningen lag op de plaats van het huidige busstation op de Stadsbrink.

### Landbouwhogeschool en -universiteit

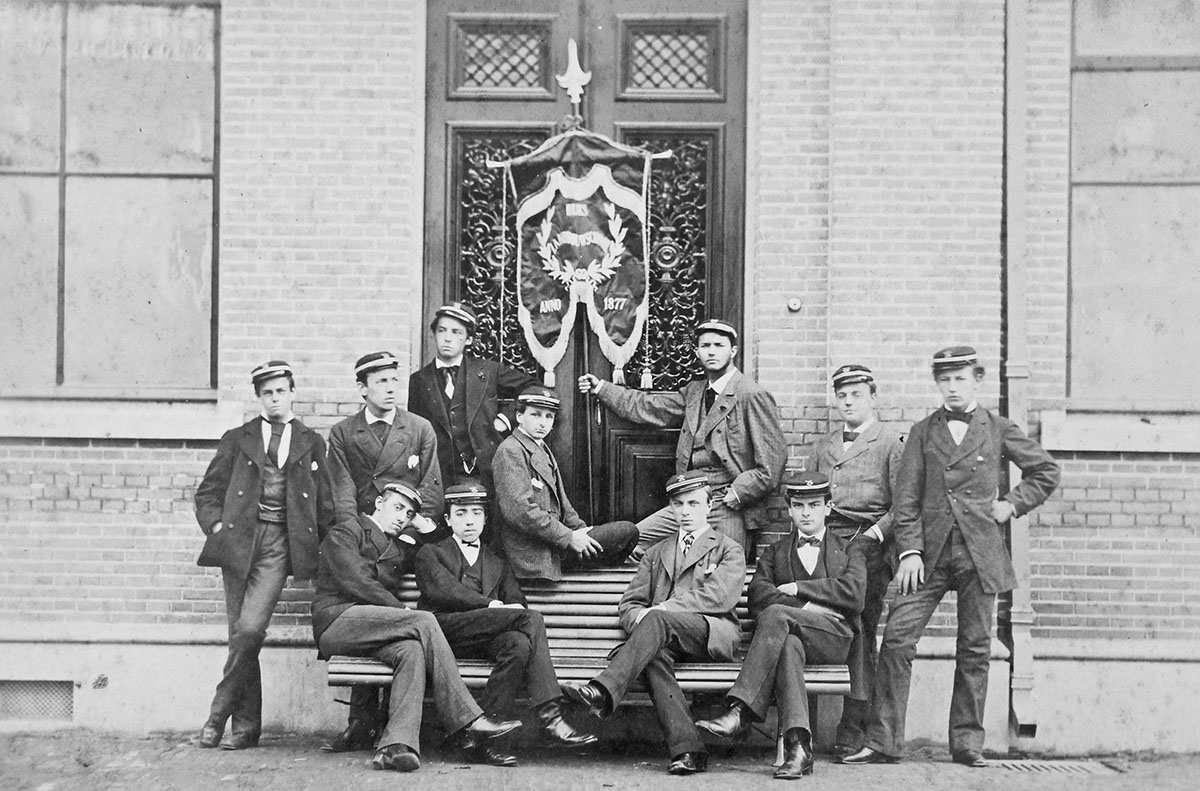
De eerste studenten met vaandel bij het hoofdgebouw van de Rijkslandbouwschool Wageningen; 1879.

In 1876 werd in Wageningen de Rijkslandbouwschool opgericht. In 1918 werd dit de Landbouwhogeschool, in 1986 Landbouwuniversiteit en in 2016 Wageningen University & Research (WUR).
Dit vormde het begin van een bijzondere ontwikkeling van een kleine vestingstad tot een bijzondere universiteitsstad met de tegenwoordige Wageningen University. Per 1 januari 2004 is Hogeschool Van Hall Larenstein toegetreden tot Wageningen Universiteit en Researchcentrum. Met deze toetreding ontstond, als eerste in Nederland, een zeer grote en veelzijdige combinatie van HBO- en wetenschappelijk onderwijs en onderzoek op het gebied van life sciences en natuurlijke omgeving. Een conflict tussen de onderwijsinstellingen leidde in 2012 echter tot een breuk en beëindiging van de samenwerking.
Het Maritiem Research Instituut Nederland (MARIN) is in 1932 opgericht als het Nederlandse Scheeps Model Basin (NSMB). Het MARIN is een wereldwijd bekend instituut op het gebied van maritiem en hydrodynamisch onderzoek. Het MARIN heeft in Nederland de status van Groot Technologisch Instituut.

### Tweede Wereldoorlog
Wageningen is ook de stad waar aan het einde van de Tweede Wereldoorlog de geallieerden onder aanvoering van generaal Foulkes en de Duitse bezetter onder generaal Blaskowitz onderhandelden over de wijze waarop de Duitse militairen zich dienden te gedragen na de capitulatie. De gesprekken begonnen op 4 mei 1945 in een boerderij in Nude, ten westen van Wageningen, en werden op 5 mei voortgezet in Hotel De Wereld in Wageningen. Dat kwam omdat Hotel de Wereld tussen beide kampen lag. De geallieerden troepen hadden hun kamp op de Grebbeberg en de Duitse troepen lagen bij de Edese hei. Prins Bernhard van Lippe-Biesterfeld, de echtgenoot van de toenmalige kroonprinses Juliana, was als bevelhebber van de Binnenlandse Strijdkrachten aanwezig in Hotel de Wereld. Een overeenkomst werd op die dag opgesteld, maar pas een dag later getekend. Het ondertekende document, bekend geworden als de Nederlandse capitulatieakte, is te beschouwen als een uitwerking van de algehele capitulatie door de Duitse krijgsmachten voor Noordwest-Europa op 4 mei. De akte zelf, aanwezig in het Gemeentearchief Wageningen, is gedateerd Wageningen, 5 mei 1945. De viering van Bevrijdingsdag in Nederland op 5 mei is hierop gebaseerd.
De capitulatie werd in Wageningen tot en met 2005 jaarlijks groots herdacht met een defilé van oud-militairen van Amerikaanse, Britse en Canadese afkomst en tot en met 2004 afgenomen door de in dat jaar overleden prins Bernhard. In 2005 werd het defilé afgenomen door Prins Willem-Alexander. Vanaf 2006 vindt het Bevrijdingsdefilé plaats, een veel rijker geschakeerde optocht van oorlogsmaterieel en veteranen uit de Tweede Wereldoorlog en andere uitzendgebieden. In het Bevrijdingsdefilé is ook ruimte voor goede doelen en basisschoolleerlingen.
In Wageningen zijn meer dan 60 objecten als rijksmonument beschermd. Het merendeel staat in de historische binnenstad. Daarnaast zijn meer dan 400 objecten als gemeentelijk monument beschermd.

## Geografie

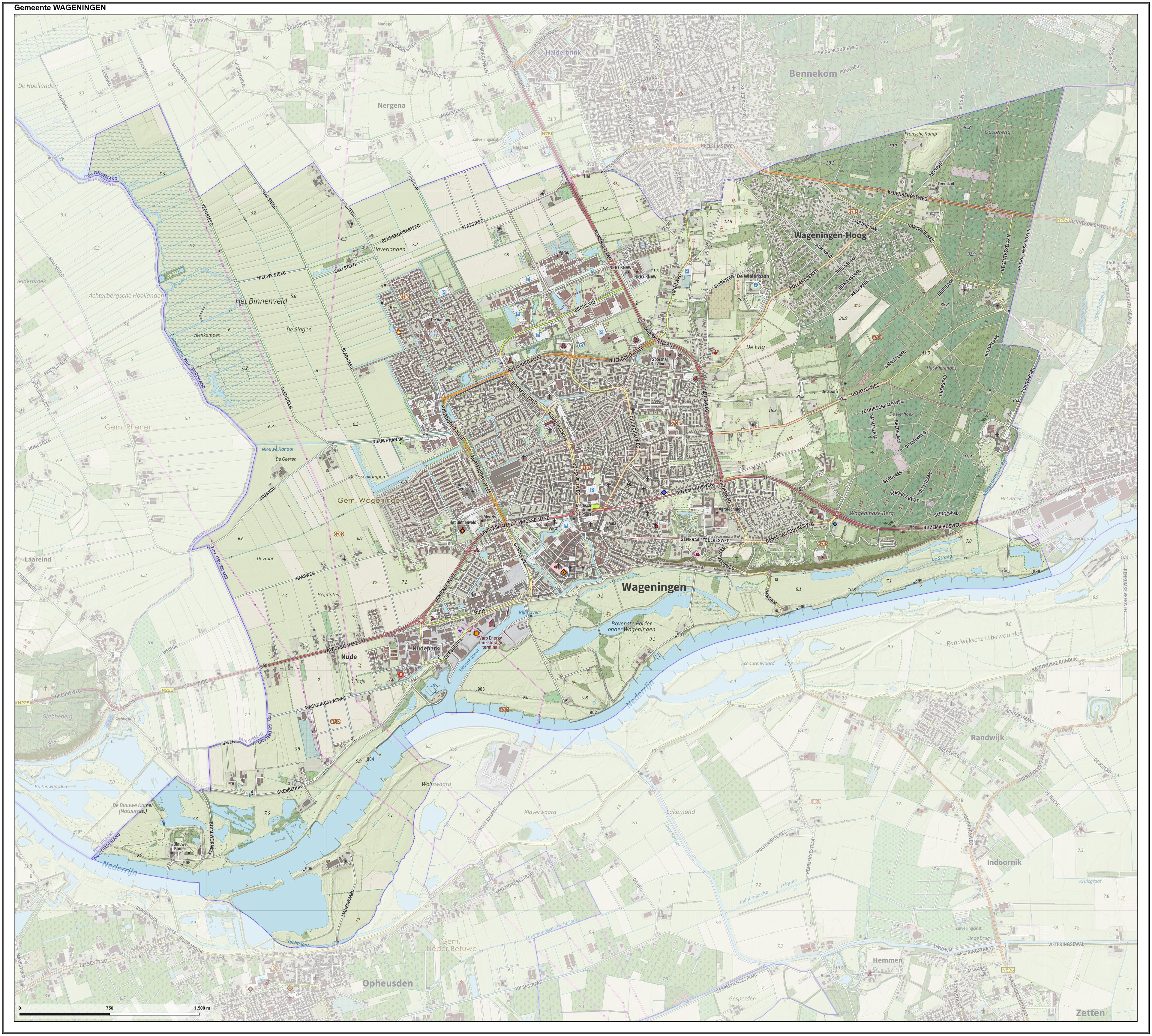
Topografische gemeentekaart van Wageningen, september 2022

### Ligging
Wageningen is gesitueerd waar de Veluwerand, de Gelderse Vallei en de Rijn (hier Nederrijn geheten) aan elkaar grenzen. Waar de Utrechtse Heuvelrug in Rhenen eindigt met de Grebbeberg, heeft Wageningen nog een laatste uitstulping van de Veluwe in de vorm van de Wageningse Berg. Wageningen heeft een belangrijke binnenvaarthaven aan de Rijn, met onder meer overslag- en opslagcapaciteit voor olie (zie Rijnhaven). Via het westelijk gelegen Opheusdense Veer bestaat er een verbinding over de Nederrijn met Opheusden en via het oostelijk gelegen Lexkesveer met de Betuwse dorpen Randwijk en Zetten. De gemeente Wageningen ligt ten zuiden van de gemeente Ede. De gemeente ligt grotendeels ten noorden van de Nederrijn, maar omvat ook een deel van de uiterwaarden te zuiden van de rivier (Maneswaard).

### Gebied
Behalve de woonkernen Wageningen, Wageningen-Hoog en de (oude) Nude, omvat de gemeente:
- in het noordwesten een buitengebied, deel van het Binnenveld,
- aan de oostzijde het bosgebied op de Wageningse Berg, met Oranje Nassau's Oord,
- op de helling tussen de Wageningse berg en de stad een akkergebied, de Wageningse Eng,
- ten zuiden de uiterwaarden De Bovenste Polder, de Plasserwaard, de Blauwe Kamer en Maneswaard.

### Aangrenzende gemeenten
| Aangrenzende gemeenten | Aangrenzende gemeenten | Aangrenzende gemeenten | Aangrenzende gemeenten | Aangrenzende gemeenten |
| ---------------------- | ---------------------- | ---------------------- | ---------------------- | ---------------------- |
|                        |                        | Ede                    |                        |                        |
|                        |                        |                        |                        |                        |
| Rhenen (U)             | Renkum                 |                        |                        |                        |
|                        |                        |                        |                        |                        |
| Neder-Betuwe           |                        |                        |                        | Overbetuwe             |

## Cultuur

### Festivals en activiteiten

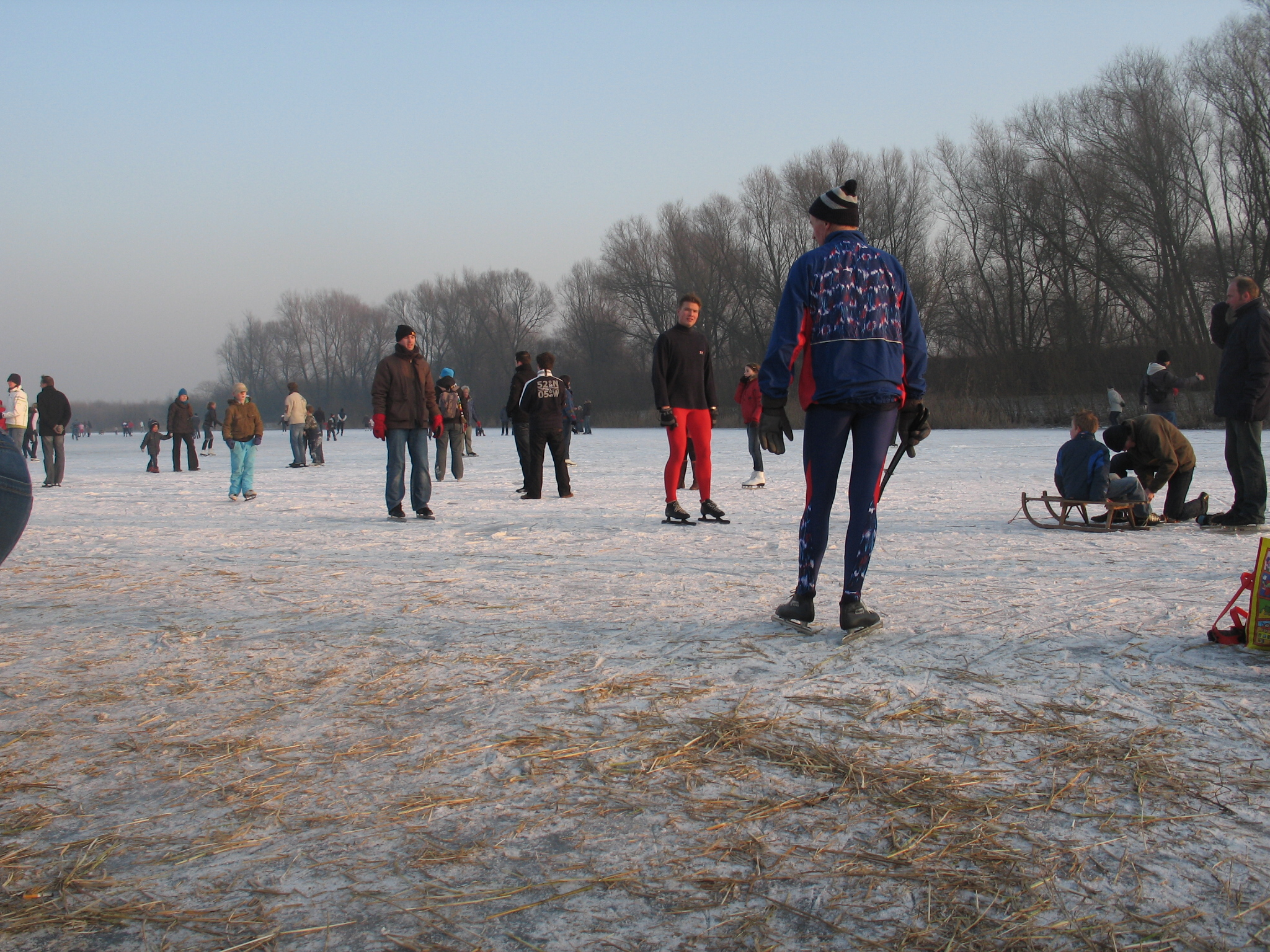
Schaatspret op de Uiterwaarden

Jaarlijks worden in Wageningen diverse evenementen georganiseerd. In januari is dat altijd het Bluesfestival, de kroegentocht bij uitstek. In april en november werd tot en met 2019 tussen Wageningen en Rhenen de Bergrace by Night gehouden, een nachtloop, die eindigt op de Grebbeberg in Rhenen. De gehele race vond in het donker plaats, en werd gekenmerkt door de duizenden deinende lichtjes die hardlopers bij zich dragen. De laatste uitdagende ‘klim’ door het donkere bos werd traditioneel gekenmerkt door de 1000 brandende kaarsjes die langs de route staan. De avond werd afgesloten door een slotfeest in het Jungle restaurant van Ouwehands Dierenpark in Rhenen.
In mei is er het Bevrijdingsfestival, de 5 mei-viering en de Capitulatie Bevrijdingstocht. In juni is er straattheater te aanschouwen in de vorm van het Leeffestival en de Hel van Wageningen/Jan Janssen Classic, het grote toerfietsevenement. In augustus de Algemene Introductie Dagen (AID) voor de nieuwe Wageningse studenten (van zowel de WUR als Aeres Hogeschool). In september is er o.a. de Open Havendag, Open Monumentendag en het Rhine Town Jazz Festival. Door Rugbyclub Wageningen wordt jaarlijks op de laatste zondag in augustus het FIALAR-rugbytoernooi georganiseerd. Dit 15 a-side rugbytoernooi is speciaal bedoeld voor rugbyteams uit de tweede en derde klasse en de nationale damescompetitie. En natuurlijk is er voor de kinderen in november de aankomst van Sinterklaas in de Wageningse haven.

### Monumenten
In de gemeente bevinden zich meerdere rijksmonumenten, gemeentelijke monumenten en oorlogsmonumenten, zie:
- Lijst van rijksmonumenten in Wageningen
- Lijst van gemeentelijke monumenten in Wageningen
- Lijst van oorlogsmonumenten in Wageningen

### Kunst in de openbare ruimte
In de gemeente zijn diverse beelden, sculpturen en objecten geplaatst in de openbare ruimte, zie:
- Lijst van beelden in Wageningen

### Musea

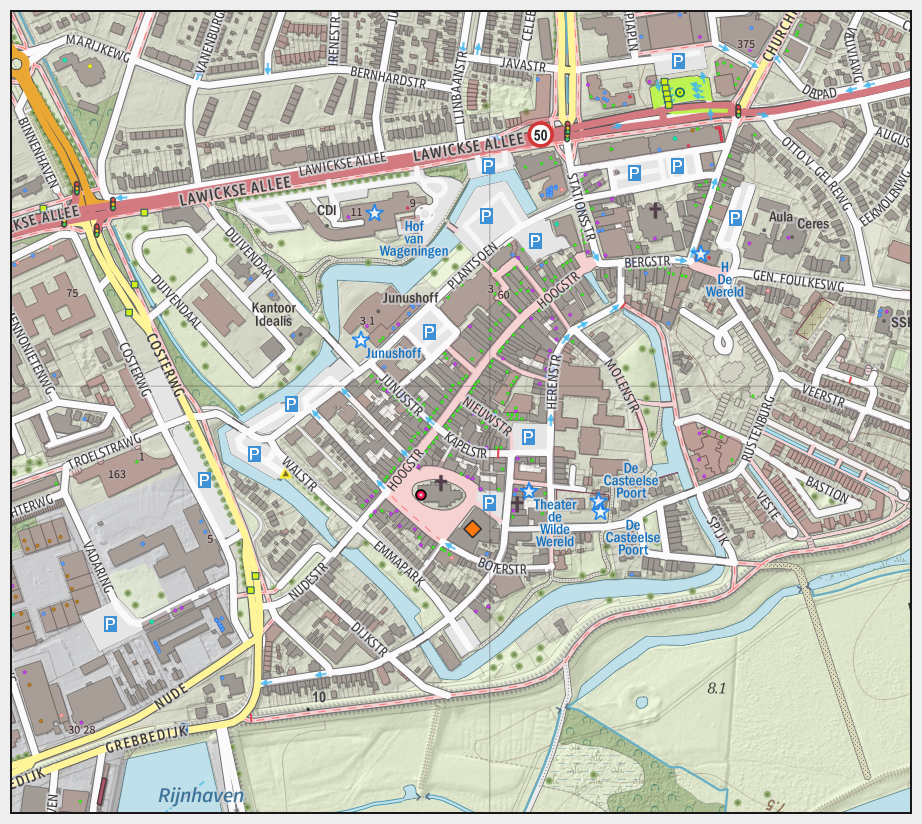
Kaart van het oude centrum van Wageningen, met bezienswaardigheden.

- Beeldengalerij Het Depot[3]
- De Casteelse Poort[4]

## Studentenleven
De Wageningse studenten wonen veelal in studentenhuizen in de binnenstad of in de studentenflats door de hele stad heen, zoals de kenmerkende sterflats Asserpark, Hoevestein, Bornsesteeg en Dijkgraaf, die als het ware een skyline van Wageningen vormen vanuit het noorden. Deze serie sterflats werd tussen 1969 en 1978 gebouwd als vervolg op de sterflats Thorbeckestraat en Albardaweg voor de burgerbevolking. Een van de oudste studentenflats van Nederland, aan de Nobelweg, werd in 1959 gebouwd en in 2004 gesloopt. De sterflat aan de Rijnsteeg werd in de zomer van 2006 gesloopt en in 2013 kwam er op ongeveer dezelfde plek een nieuw studentencomplex met de naam Rijnveste.
Beroemd is ook het studentencomplex Droevendaal, de plaats waar studenten 20 jaar lang woonden in bouwvallige barakken, wietplanten in de tuin hadden staan en 's avonds kampvuren stookten. Jaarlijks terugkerend is het 'Droevendaalfeest' waar bands uit de regio hun kunsten kunnen vertonen. De barakken zijn in 2000 vervangen door nieuwbouw. Droevendaal ligt aan de Droevendaalsesteeg, direct naast het hierboven genoemde gehucht De Peppeld.
In Wageningen zijn er drie grotere studentenverenigingen: W.S.V. Ceres, K.S.V. Sint Franciscus Xaverius en SSR-W en een kleinere studentenvereniging D.L.V. Nji-Sri. Daarnaast worden onder anderen de jongerenvereniging J.V. Unitas, de studentenroeivereniging W.S.R. Argo, en de studentenspelvereniging WSG Paragon wel als studentenvereniging beschouwd. Ook heeft Wageningen vier Christelijke studentenverenigingen: VGSW, C.S.F.R. Dei Gratia, NSW en Ichthus Wageningen. Samen hebben deze vier verenigingen zo'n 400 leden.
Daarnaast telt Wageningen drie regionale studentenverenigingen, te weten het Wageningsk Studinte Selskip foar Fryske Stúdzje (WSSFS, Fries), het Brabants Studenten Gilde (BSG, Brabants) en het Noaberschop (Twents en Achterhoeks).

## Economie en werkgelegenheid

### Samenwerkingsverband
Wageningen werkt met de gemeenten Rhenen, Veenendaal, Ede, Barneveld, Nijkerk, Scherpenzeel en Renswoude samen in het regionaal samenwerkingsverband Regio FoodValley.

### Bedrijven
- Maritiem Research Instituut Nederland
- FrieslandCampina
- Menzis
- Unilever[5]

### Organisaties
- Wageningen University & Research
- Plantenziektenkundige Dienst
- Nederlands Instituut voor Ecologie
- Pantarijn

## Verkeer en vervoer

### Wegvervoer
Wageningen ligt aan de N225 van Driebergen naar Arnhem. Vanaf de A12 loopt de N781 naar Wageningen. De Rijn is bij Wageningen over te steken met behulp van het Lexkesveer, dat leidt naar de N836 naar Zetten en de A15, en via het Opheusdense veer, een gierpont tussen natuurgebied de Blauwe Kamer en de Rijnbandijk bij Opheusden.

### Openbaar vervoer
Het openbaar vervoer in Wageningen wordt verzorgd door streekbussen van Hermes, Syntus Utrecht, U-OV en Arriva. Vanaf het centraal gelegen busstation rijden bussen naar Tiel, Utrecht, Arnhem en het treinstation Ede-Wageningen. Wageningen is de enige studentenstad in Nederland zonder treinstation. Wel is er op acht kilometer ten noorden van Wageningen het station Ede-Wageningen.
| Lijn | Route                                                                  | Vervoerder            | Bijzonderheden               |
| ---- | ---------------------------------------------------------------------- | --------------------- | ---------------------------- |
| 44   | Wageningen – Rhenen Station – Kesteren Station – Maurik – Tiel Station | Arriva                |                              |
| 45   | Wageningen – Rhenen Station – Kesteren Station – Tiel Station          | Arriva                |                              |
| 50   | Wageningen – Rhenen Station – Driebergen-Zeist Station – Utrecht CS    | Syntus Utrecht x U-OV | Onderdeel van U-link.        |
| 51   | Wageningen – Renkum – Doorwerth – Oosterbeek – Arnhem CS               | Hermes (Breng)        |                              |
| 57   | Wageningen – Renkum – Heteren                                          | Hermes (Breng)        |                              |
| 86   | Wageningen – Bennekom – Ede-Wageningen Station                         | Hermes (RRReis)       |                              |
| 103  | Wageningen – Ziekenhuis Gelderse Vallei – Ede-Wageningen Station       | Hermes (RRReis)       |                              |
| 303  | Wageningen – Campus Wageningen UR – Ede-Wageningen Station             | Hermes (RRReis)       | Onderdeel van ComfortRRReis. |
| 352  | Wageningen – Renkum – Oosterbeek – Arnhem CS                           | Hermes (Breng)        | Onderdeel van Brengdirect.   |
| 653  | Apeldoorn Jacobus Fruytierschool – Wageningen – Renkum                 | EBS                   |                              |

## Politiek

### Gemeenteraad
De gemeenteraad van Wageningen bestaat uit 25 zetels. Hieronder de behaalde zetels per partij bij de gemeenteraadsverkiezingen sinds 1982:
| Partij                 | 1982 | 1986 | 1990 | 1994 | 1998 | 2002 | 2006 | 2010 | 2014 | 2018 | 2022 |
| ---------------------- | ---- | ---- | ---- | ---- | ---- | ---- | ---- | ---- | ---- | ---- | ---- |
| GroenLinks*            | -    | 4    | 4    | 5    | 6    | 6    | 4    | 5    | 5    | 6    | 8    |
| Stadspartij Wageningen | -    | -    | -    | -    | -    | 1    | 2    | 2    | 5    | 5    | 4    |
| PvdA                   | 6    | 8    | 6    | 6    | 7    | 6    | 7    | 4    | 3    | 2    | 4    |
| D66                    | 2    | 2    | 4    | 4    | 2    | 1    | 2    | 6    | 5    | 5    | 3    |
| VVD                    | 4    | 4    | 3    | 3    | 4    | 4    | 3    | 3    | 2    | 2    | 2    |
| Connect Wageningen     | -    | -    | -    | -    | -    | -    | -    | -    | -    | 2    | 2    |
| ChristenUnie**         | -    | -    | -    | -    | 1    | 1    | 1    | 1    | 1    | 1    | 1    |
| CDA                    | 5    | 5    | 5    | 4    | 3    | 4    | 3    | 3    | 2    | 1    | 1    |
| SP                     | 1    | -    | -    | -    | -    | -    | 3    | 1    | 2    | 1    | -    |
| PSP-CPN-PPR            | 4    | -    | -    | -    | -    | -    | -    | -    | -    | -    | -    |
| RPF-SGP                | 1    | -    | 1    | 1    | -    | -    | -    | -    | -    | -    | -    |
| Totaal                 | 23   | 23   | 23   | 23   | 23   | 23   | 25   | 25   | 25   | 25   | 25   |

*Deed in 1986 mee onder de naam PPCE, de afkorting van PSP-PPR-CPN-EVP.
**Deed in 1998 mee als combinatie van de RPF en het GPV.

### College van B&W
Sinds 18 juni 2021 is VVD'er Floor Vermeulen burgemeester van Wageningen. De coalitie bestaat in de periode 2022-2026 uit GroenLinks, PvdA en D66. Het college van burgemeester en wethouders bestaat naast de burgemeester en de gemeentesecretaris uit twee wethouders van GroenLinks, een wethouder van de PvdA en een wethouder van D66.

## Gelijknamige plaats
- Naar de Nederlandse stad is het ressort Wageningen in Suriname genoemd.